# Office des Nations unies à Nairobi

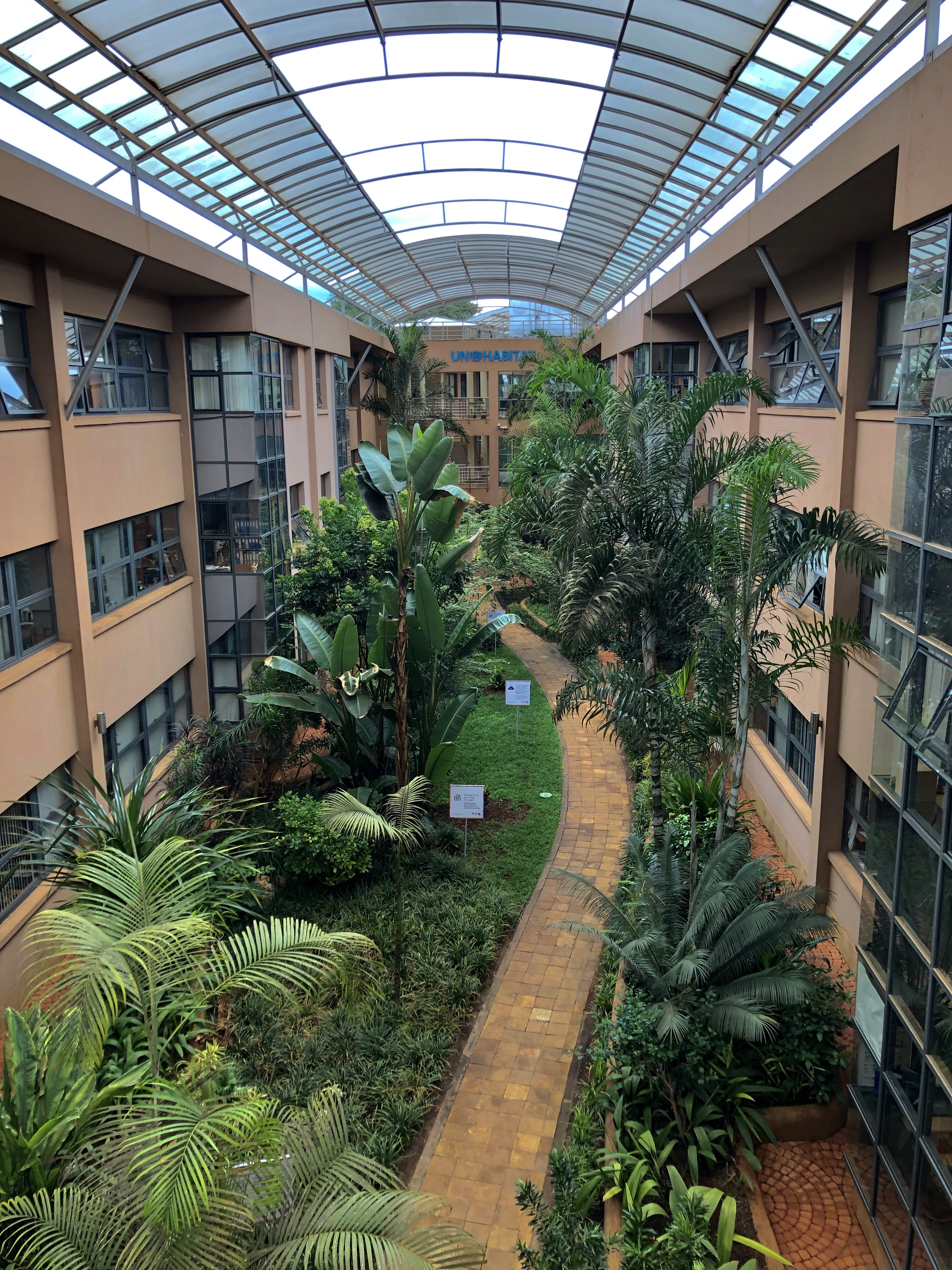
L'intérieur du bâtiment.

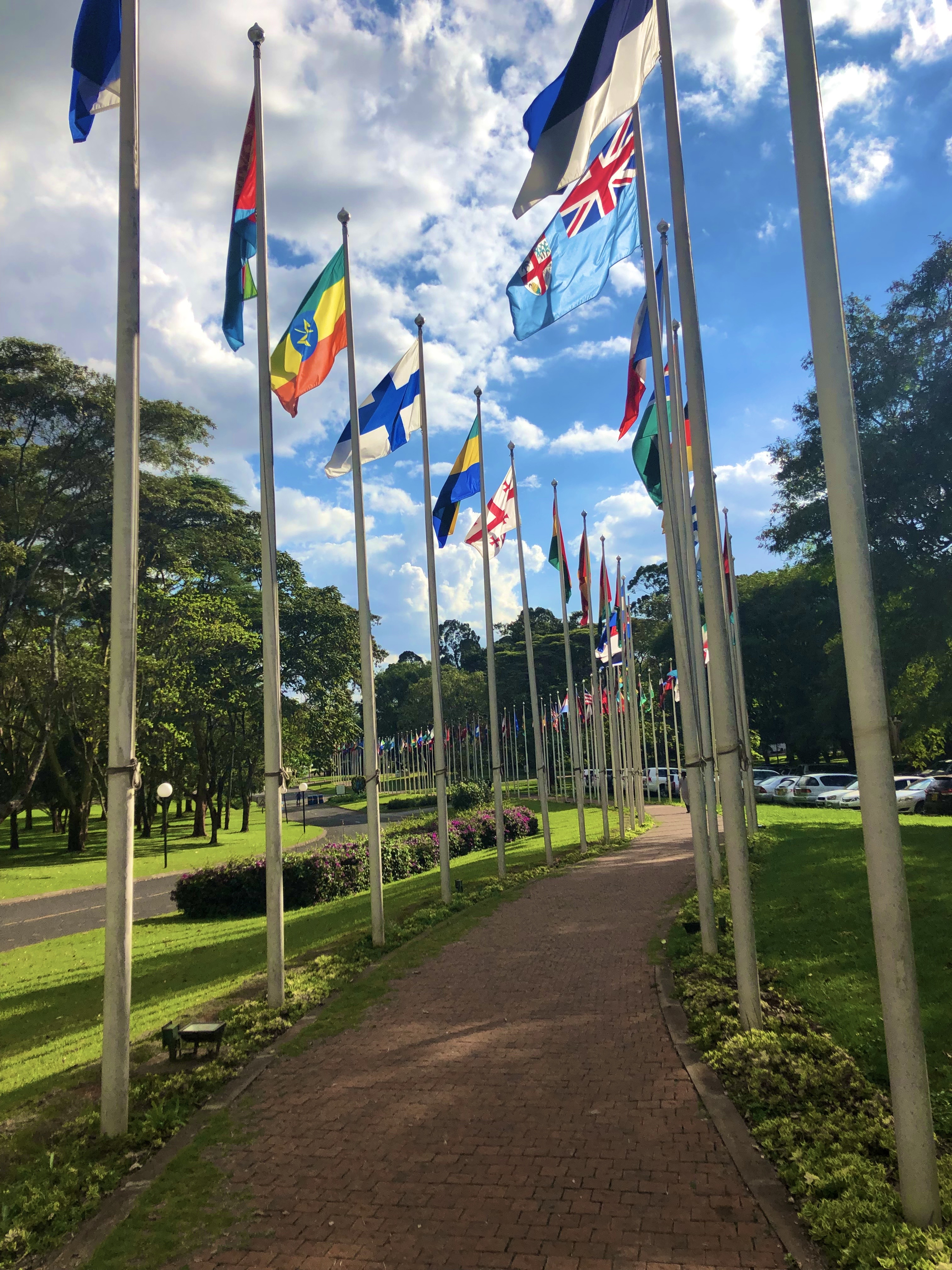
Autour du bâtiment ; les drapeaux des États membres.

L'Office des Nations unies à Nairobi (ONUN) — en anglais : United Nations Office at Nairobi (UNON), en swahili : Ofisi ya Umoja wa Mataifa Nairobi — est l’un des quatre sièges de l'ONU. Il est basé à Nairobi, au Kenya. Les trois autres sièges sont New York, Genève et Vienne. La directrice générale de l'ONUN est Zainab Bangura depuis le 8 janvier 2020. 
Les organisations suivantes sont parmi celles qui trouvent à l'ONUN :
- Quartiers-généraux
  - Programme des Nations unies pour l'environnement (PNUE)
  - Programme des Nations unies pour les établissements humains (PNUEH)

- Bureaux
  - Banque mondiale
  - Bureau des Nations unies pour les services d'appui aux projets (UNOPS)
  - Fonds de développement des Nations unies pour la femme (UNIFEM)
  - Fonds des Nations unies pour la population (FNUAP)
  - Fonds monétaire international (FMI)
  - Haut Commissariat des Nations unies pour les réfugiés (HCR)
  - Organisation de l'aviation civile internationale (ICAO)
  - Organisation des Nations unies pour l'alimentation et l'agriculture (FAO)
  - Organisation des Nations unies pour le développement industriel (ONUDI)
  - Organisation internationale du travail (OIT)
  - Organisation maritime internationale (OMI)
  - Organisation mondiale de la santé (OMS)
  - Programme alimentaire mondial (PAM)
  - Programme des Nations unies pour le contrôle international des drogues (PNUCID)
  - Programme des Nations unies pour le développement (PNUD)
  - Onusida
  - Unesco
  - Unicef